# Messerschmitt Me 261
De Me 261 Adolfine was een programma voor de ontwikkeling van een langeafstandsvliegtuig door de Duitse vliegtuigontwerper Messerschmitt.

## Ontwikkeling
Men was in 1937 bij Messerschmitt begonnen met het project P.1062 voor de ontwikkeling voor een lange-afstandsverkenningsvliegtuig. Men gebruikte de Bf 110 zware jager als uitgangspunt voor het project. Het rijksluchtvaartministerie RLM keurde het project goed nadat het ervan overtuigd was dat het toestel het wereldafstandsrecord kon breken en wees de aanduiding Me 261 aan het toestel toe.
Men was van plan om het toestel te gebruiken voor het overbrengen van de Olympische vlam van Berlijn in Duitsland naar Tokio, Japan. De Spelen werden echter door de Tweede Wereldoorlog geannuleerd. Als de vlucht zou zijn uitgevoerd dan zou het een recordbrekende non-stop vlucht zijn geweest.
De motoren waren twee Daimler-Benz DB 606 A/B lijnmotoren van 2.660 pk. Deze motoren bestonden feitelijk uit twee DB 601 motoren die aan elkaar waren gekoppeld.
De bemanning bestond uit vijf man, twee piloten, een navigator, een radio-operator en een boordwerktuigkundige. Er waren bedden in het toestel aangebracht zodat de bemanning kon rusten tijdens lange vluchten.

## Prototypen

##### Me 261 V1.
Men was in het voorjaar van 1939 begonnen met de bouw van het eerste prototype maar door de lage prioriteit die men aan het project had gegeven vond de eerste vlucht pas plaats op 23 december 1940. Het toestel werd bestuurd door Karl Bauer, de testpiloot van Messerschmitt. Het gebruik van de DB 606 motoren in het ontwerp zorgde al gauw voor problemen. Deze motoren waren slechts beperkt beschikbaar voor gebruik in een aantal projecten omdat men de meeste nodig had voor de toestellen die reeds in productie waren zoals de Heinkel He 177. De Me 261 V1 werd zwaar beschadigd tijdens een geallieerd bombardement in 1944 op Lechfeld en kwam uiteindelijk op de schoothoop terecht.

##### Me 261 V2.
In het begin van 1941 vloog de Me 261 V2 voor het eerst. Men was ook in de tussentijd tot de conclusie gekomen dat men het toestel kon gebruiken voor het uitvoeren van lange afstand verkenningsvluchten voor de marine. Men wilde het toestel gaan voorzien van bewapening maar bij Messerschmitt was men er al snel achter gekomen dat het toevoegen van geschutkoepels ten koste ging van de brandstof. Hierdoor zou het vliegbereik zo verminderen dat er geen voordeel meer was ten opzichte van de concurrenten. Men gebruikte de Me 261 V1 en Me 261 V2 tot het einde van 1943 voor het testen en verlengen van de vliegduur. Men heeft met het idee rond gelopen om het toestel pamfletten te doen afwerpen boven New York. De Me 261 V2 werd tijdens dezelfde aanval in 1944 op Lechfeld zwaar beschadigd en kwam tevens op de schoothoop terecht.

##### Me 261 V3.
De Me 261 V3 verschilde van zijn voorgangers door het gebruik van twee Daimler-Benz DB 610A/B motoren van 2.950 pk. Deze motoren bestonden feitelijk uit twee gekoppelde DB 605 motoren. Tevens was er ruimte voor twee extra bemanningsleden. De eerste vlucht vond in het voorjaar van 1943 plaats en met dit toestel werden de meeste vlieguren gemaakt. Op 16 april 1943 werd met de Me 261 V3, gevlogen door Karl Baur, een vlucht gemaakt over 4.500 km in een tijd van 10 uur. Hierdoor werd in feite een nieuw record van lange afstand gevestigd, maar door de oorlogsomstandigheden kon dit niet worden bevestigd. In juli 1943 weigerde het hydraulisch systeem tijdens de landing en werd het toestel beschadigd. Het werd hierna naar Oranienburg overgebracht voor reparaties. Hierna werd het nog voor een aantal lange afstand vluchten voor de Luftwaffe gebruikt. Het is niet bekend wat er uiteindelijk van het toestel is geworden.
Vooroorlogse ontwerpen:
S 7 ·
S 8 ·
S 9 ·
S 10 ·
S 13 ·
S 14 ·
S 15 ·
S 16 ·
M 17 ·
M 18 ·
M 19 ·
M 20 ·
M 21 ·
M 22 ·
M 23 ·
M 24 ·
M 25 ·
M 26 ·
M 27 ·
M 28 ·
M 29 ·
M 30 ·
M 31 ·
M 33 ·
M 35 ·
M 36 · 
M 37
Ontwerpen 1933-1945:
Bf 108 · 
Bf 109 ·
Bf 109TL ·
Bf 109Z ·
Bf 110 ·
Bf 161 ·
Bf 162 ·
Me 163 · 
Me 209 ·
Me 210 ·
Me 261 ·
Me 262 · 
Me 263 ·
Me 264 · 
Me 265 · 
Me 290 · 
Me 309 ·
Me 309Z ·
Me 321 · 
Me 323 · 
Me 328 · 
Me 334 ·
Me 410 · 
Me 509 · 
Projecten tot 1945:
P.1051 ·
P.1062 ·
P.1065 ·
P.1070 ·
P.1073 ·
P.1092 ·
P.1095 ·
P.1099 ·
P.1100 ·
P.1101 ·
P.1102 ·
P.1103 ·
P.1104 ·
P.1106 ·
P.1107 ·
P.1108 ·
P.1109 ·
P.1110 ·
P.1111 ·
P.1112
Libelle ·
Schwalbe ·
Wespe ·
P.08.01 ·
Zerstörer Project II
Overig:
C-44